# Tianlin
Der Kreis Tianlin (chinesisch 田林县, Pinyin Tiánlín Xiàn; Zhuang Denzlinz Yen) ist ein Kreis im Autonomen Gebiet Guangxi der Zhuang-Nationalität in der Volksrepublik China. Er gehört um Verwaltungsgebiet der bezirksfreien Stadt Bose. Die Fläche beträgt 5.519 Quadratkilometer und die Einwohnerzahl 235.100 (Stand: 2018).